# John Dew
John Atcherley Dew (Waipawa, 1948. május 5. –) új-zélandi római katolikus pap, a Wellingtoni főegyházmegye nyugalmazott érseke, Új-Zéland nyugalmazott tábori püspöke, bíboros.

## A kezdetek
Dew Waipawában született, George és Joan Dew fiaként. Két nővére van. A waipukuraui Szent József Általános Iskolába és a mastertoni Szent József Főiskolára járt. Ezután rövid időre a Marista Iskolatestvérek juniorátusába járt Tuakauban.
Miután körülbelül egy évig dolgozott a Bank of New Zealandnál Waipukurauban, az Anderson's Nurseriesnél Napierben kertészetet tanult és megkezdte papi tanulmányait a christchurchi Szent Név Szemináriumban, ahol két évig filozófiát tanult jezsuita professzoroknál, majd öt évig teológiát tanult a mosgieli Szent Kereszt Szemináriumban, a lazaristáknál. A Szent Kereszt Szeminárium csapatában uniós rögbit játszott a támasz pozíciójában.

## Korai szolgálata
Dewt 1976. május 9-én szentelte pappá Reginald Delargey bíboros Waipukurauban. Segédlelkésznek nevezték ki az Upper Hutt-i Szent József plébániára 1976 és 1979 között. A Cook-szigeteken a Rarotongai egyházmegyében szolgált 1980-től 1982-ig. Ezután visszetért Wellingtonba. 1983-tól 1987-ig a főegyházmegyei ifjúsági szolgálatért és a Cook-szigeteki maori közösségért volt felelős.

### Szemináriumi igazgatóként
Dew 1988 és 1991 között az új-zélandi nemzeti szeminárium, a mosgieli Szent Kereszt Szeminárium munkatársa volt. Egy speciális, az emberi fejlődésre összpontosító program igazgatója volt, és általános bevezetést tartott az elsőéves hallgatóknak az imádságról, a Szentírásról és az Egyházról. Emellett kis diákcsoportokat („moderátorcsoportokat”) is vezetett, amelyek rendszeresen találkoztak imára és beszélgetésre.
A szemináriumban eltöltött ideje alatt fő gondja a szeminaristák kiválasztása volt. Az 1991-es elsőéves moderátori jelentésében Dew valódi csalódottságának adott hangot sok hallgató alkalmatlansága miatt. Rámutatott, hogy „mi a szemináriumban csak azokkal tudunk dolgozni, akiket hozzánk küldenek.” Szerinte sokakat az identitással, a szexualitással és az alkohollal kapcsolatos megoldatlan kérdésekkel küldtek. Az ilyen hallgatók nagy terhet róttak a személyzetre, és negatív hatással voltak a többi hallgatóra és a csoportdinamikára. Dew sürgette, hogy a jövőben az egyházmegyei hivatástisztázók a leendő hallgatók értékelésénél nyolc kérdére fordítsanak különös figyelmet: a katolikus hit alapvető ismereteire; az elmélkedés, az imádság és a Szentírás ismeretére; az érzelmekkel való észszerű komfortra; a személyes függetlenségre; a szociális komfortra; az intellektuális kíváncsiságra; a nagylelkűségre; valamint a szemináriumbaa való belépésre irányuló őszinte vágyra és szabad elhatározásra.

### Plébánosként
Dew 1991 és 1992 között az angliai Kentben, a Szent Anzelm Intézetben tanult lelkiségi teológiát. Új-Zélandra való visszatérése után kinevezték a newtowni Szent Anna plébánia plébánosának, ezt a tisztséget 1993-től 1995-ig töltötte be.

## Püspöki szolgálat
II. János Pál pápa 1995. április 1-én Privata címzetes püspökévé és a Wellingtoni főegyházmegye segédpüspökévé nevezte ki. Kinevezésének hírét az április 12-i krizmamisén jelentették be a nagyszámű gyülekezetnek. „A hírt hosszan tartó, lelkes taps fogadta.” Mivel a Szent Szív-katedrális nem tudta volna befogadni a várt résztvevőket, a wellingtoni városházán szentelték püspökké, amely zsúfolásig megtelt. Szentelésére május 31-én került sor, a főszentelő Thomas Stafford Williams bíboros volt. Mottójául a „Béke a fedhetetlenségen keresztül” választotta. Az Új-Zélandi Katolikus Püspöki Konferencia titkára lett, és a Konferencia képviselőjeként tevékenykedett a Fiatal Katolikusok Nemzeti Tanácsában.

### Wellington érsekeként
Dewt 2004. május 24-én a pápa a Wellingtoni főegyházmegye koadjutor érsekévé nevezte ki. 2005. március 21-én váltotta Thomas Stafford Williamst Wellington érsekeként.
Dew részt vett a 2005 októberében részt vett az „Eucharisztia: Az egyház életének és küldetésének forrása és csúcspontja” című püspöki szinóduson. 2012-ben XVI. Benedek pápa kinevezte szinódusi atyának a 2012. októberi püspöki szinódusra, amelynek témája „Az új evangelizáció a keresztény hit továbbadása érdekében” volt.
Ő volt az egyik nagy angol nyelvű csoport relátora a 2014-es családszinóduson és elmondása szerint „egy kicsit jobban” megismerte Ferenc pápát.
Dew az Új-Zélandi Katolikus Püspöki Konferencia elnöke volt, az Új-Zélandi Katonai Ordinariátus püspöke, a Püspöki Konferencia képviselője a Nemzeti Szakmai Szabványügyi és Pénzügyi Bizottságban, valamint a Törvényszék moderátora. 2015-ben befejezte az Óceániai Katolikus Püspöki Konferenciák Szövetségének (FCBCO) elnöki ciklusát, amely Új-Zéland, Ausztrália, Pápua Új-Guinea, a Salamon-szigetek és a csendes óceáni szigetek püspökeit tömöríti.
Ferenc pápa elfogadta Dew lemondását 75. születésnapján, 2023. május 5-én, mely napon Paul Martin, az ő koadjutor érseke követte őt. Az új-zélandi katonai ordinariátus vezetéséről való lemondást május 27-én fogadták el.

### Bíborosként
Ferenc pápa a 2015. február 14-i konzisztóriumon a Bíborosi Kollégium tagjává tette. Címtemplomául a Sant'Ippolito-templomot jelölte ki. John L. Allen Jr. a kinevezést kommentálva Dewt a katolikus egyház „nagy tekintélyű mérsékeltjeként” jellemezte. Ő lett a negyedik új-zélandi bíboros, csatlakozva Thomas Stafford Williamshez, aki már nem vehetett részt a pápai konklávén. Elődeik új-zélandi bíborosként Reginald Delargey és Peter McKeefry voltak.
Néhány héttel később, amikor felidézte, hogyan kapta a hírt, hogy bíborossá nevezték ki, azt mondta: „Azóta csak szeretetet és támogatást, gratuláló üzeneteket kaptam. Reggel 7 órakor, az aznapi első rádióinterjúmban véletlenül azt mondtam, hogy »Én egy átlagos kiwi fickó vagyok.« Azóta gyakran ismételgetik nekem vissza ezeket a szavakat, de [még mindig] hiszem, hogy ez igaz.”
2015. április 13-án Dewt a Népek Evangelizálása Kongregáció és a Keresztény Egységtörekvés Pápai Tanácsa tagjává nevezték ki. Részt vett a püspöki szinódus tizennegyedik rendes közgyűlésén (2015. október 4-25.), amelynek témája „A család hivatása és küldetése az egyházban és a mai világban” volt. 2016. október 28-án kinevezték az Istentiszteleti és Szentségi Fegyelmi Kongregáció tagjává.

## Megközelítései

### Oltáriszentség
Dew az „Eucharisztia: Az egyház életének és küldetésének forrása és csúcspontja” című püspöki szinóduson 2005 októberében a Vatikánban, azt javasolta, hogy az elvált és újraházasodott katolikusok is részesülhessenek az Oltáriszentségben. Azt mondta, hogy a püspököknek „lelkipásztori kötelességük és feladatuk [[Isten] előtt megvitatni és megtárgyalni a kérdést.” Sürgette a közgyűlést, hogy gondolja át az egyházi tilalmat, „botrányforrásnak” nevezve azt, és hozzátette: „Egyházunk gazdagodna, ha meghívhatnánk az Eucharisztiából jelenleg kizárt, elkötelezett katolikusokat, hogy visszatérjenek az Úr asztalához.” E 2005-ös beszéd után Dew megvitatta a kérdést Jorge Mario Bergoglio bíborossal, a későbbi Ferenc pápával.

### Befogadás és elfogadás
Dew azt is mondta, hogy „mi értelme az emberek megítélésének és elítélésének, hanem világossá kell tenni, hogy mit mond az egyház, de úgy, hogy befogadó és elfogadó legyen.” „Amikor az egyház tanítását úgy magyarázzák, hogy azt mondják az embereknek, hogy eredendően rendezetlenek, vagy gonosz életet élnek, az emberek úgy érzik, hogy nem tudnak megfelelni a jelnek, ahelyett, hogy ez valami segítő, támogató és bátorító dolog lenne.”

### Kúria
A Római Kúria reformjával kapcsolatban Dew azt mondta, hogy „szeretné, ha ... a helyi közösségek és a megyéspüspökök képesek lennének párbeszédet folytatni a kúriai püspökökkel olyan módon, amely valóban tükrözi a kollegialitást” és hogy a „Kúriának az egyház és népe szolgálatában kell állnia.”

### Éghajlat és emberkereskedelem
2015 februárjában Dew azt mondta, hogy ő és a tongai Soane Patita Paini Mafi, aki hamarosan bíboros lesz vele együtt, két témát akartak kiemelni: a klímaváltozás hatását a dél-csendes-óceáni országokra és az emberkereskedelem problémáját a világnak ezen a részén.

### LMBT közösség
Dew bíboros 2018-ban válaszolt a Faith and Belief in New Zeland című felmérésre, amely szerint az országnak csak egyharmada vallja magát kereszténynek, szemben a 2013-as 43 százalékkal és a 2006-os 49 százalékkal. A kereszténységgel való kapcsolat hiányának legfőbb okaként a homoszexualitásról szóló egyházi tanítást jelölték meg – ezt a válaszadók 47 százaléka említette – majd a pokolról szóló tanítás következik szorosan utána, 45 százalékkal. Dew szerint az egyházi vezetők kudarcot vallottak, „különösen a társadalom egyes csoportjaival kapcsolatban, mint például az LMBT közösség, akik az egyházon keresztül nagyon is valós elutasítottságot éreztek, vagy talán azáltal, hogy nem teljes mértékben elégítették ki a közelmúltban bevándorló közösségeink igényeit.”

### Visszaélés a gondozásban
2021. március 26-án John Dew bíboros, Wellington érseke és az Új-Zélandi Katolikus Püspöki Konferencia elnöke bocsánatot kért a visszaélések áldozatairól a Királyi Vizsgálóbizottságban, és kijelentette, hogy a rendszereken és a kultúrán változtatni kell.
Egy „tízpontos nyilatkozat” részeként a katolikus vezetés megismételte, hogy támogatja egy független testület létrehozását, amely kivizsgálja a visszaélésekről szóló jelentéseket és a jogorvoslatot, az egyháznak a gondozásban elkövetett visszaélésekkel foglalkozó, folyamatban lévő Királyi Vizsgálóbizottságra adott válaszának részeként. A katolikus egyház „tízpontos nyilatkozatára” válaszul a Survivors Network of those Abused by Priests Aotearoa vezetője, Dr. Chris Longhurst azzal vádolta az egyházat, hogy nem találkozik a túlélőkkel és „eltussoltást” folytat.

### Visszaélési vádak
2024 májusában a Newshubon egy 1977-es történelmi gyermekszexuális bűncselekményekről szóló történetet sugároztak, amelyben Dew bíboros is érintett volt. Dew bíboros egyenesen tagadta a vádakat, de a Vatikán a vizsgálat részeként nem hallgatta meg az áldozatot.
A panaszos Steve Carvell a Newshubnak elmondta, hogy a Vatikán soha nem kereste meg őt a felülvizsgálat részeként. Carvell elmondta, hogy soha nem tájékoztatták arról, hogy a felülvizsgálatot hogyan fogják elvégezni, vagy hogy Rómában mely tisztviselők vesznek részt benne.
2021-ben, még Wellington érsekeként, Dew bocsánatot kért az egyház gondozásában visszaéléseket elszenvedett áldozatoktól. Szerinte az embereknek meg kellett volna bízniuk az egyházban és azokban, akik visszaéltek velük. Elismerte, hogy ehelyett „fájdalmat, sérelmet és traumát okoztunk önöknek, és ez továbbra is hatással van önökre.”
Carvell-lel kapcsolatban azt mondta: „Nem ismerem a vádaskodó személyt, és soha nem találkoztam vele. Az ellenem felhozott vád hamis, lehet, hogy más okokból eredő szorongás és bánat kútfőjéből származik.”
Mind a Vatikán, mind az új-zélandi rendőrség vádemelés nélkül zárta le a Dew elleni nyomozást.